# Круглица (Коношский район)
Круглица —поселок в Коношском районе Архангельской области. Входит в состав Ерцевского сельского поселения.

## География
Находится в юго-западной части Архангельской области на расстоянии приблизительно 23 км на юго-запад по прямой от административного центра района поселка Коноша.

## История
Поселок в тюремной системе Каргопольлага играл роль дислокации исправительной колонии ИТК-12 (для женщин). У поселка проходят пути Ерцевской железной дороги.

## Население
Численность населения: 66 человек (русские 91 %) в 2002 году, 19 в 2010.